# Maggie Teyte
Maggie Teyte, cuyo verdadero nombre fue Margaret Tate, nacida en Wolverhampton (Staffordshire) el 17 de abril de 1888 y fallecida en Londres el 26 de mayo de 1976, fue una cantante de ópera (soprano) inglesa.
Fue la última de una vieja familia hugonote expulsada de Francia por el Edicto de Nantes. Su padre fue pianista aficionado.

## Biografía
En 1904, se instala en París y se convierte en alumna de Jean de Reszke y de Reynaldo Hahn. Debuta en la Ópera con 18 años. El 13 de junio de 1908, interpreta a Mélisande en el Teatro Nacional de la Opéra-Comique, sucediendo en este papel a Mary Garden. A partir de 1910, extiende su repertorio y sigue su carrera en Estados Unidos (1911-1919).
Tras la Primera Guerra Mundial, paralelamente a la ópera, da numerosos recitales (obras de Debussy, de Hahn) e interpreta operetas.
Durante la Segunda Guerra Mundial, canta en algunos recitales patrocinados por el Comité Francés de la Liberación Nacional en los que fue acompañada por el pianista Gerald Moore. Recibió la Cruz de Lorena por los servicios rendidos a la Francia Libre.
Tras la guerra, efectúa una nueva gira triunfal en Estados Unidos. En 1948, canta por primera vez Pelléas et Mélisande (ópera).
Se retiró en 1955 y se dedicó a la enseñanza. Fue nombrada caballero de la Legión de Honor en 1957. Recibió también el título de Dame of the British Empire.
- Datos: Q273175
- Multimedia: Maggie Teyte / Q273175